# 一氧化锡
一氧化锡是一种无机化合物，化学式为SnO。

## 制备
在250~350℃加热甲酸亚锡，或者在320~350℃加热草酸亚锡，均可得到一氧化锡：
Sn(HCOO)2 → SnO + 2 CO↑ + H2O↑
SnC2O4 → SnO + CO↑ + CO2↑
也可以在氯化亚锡溶液中，加入碳酸钠溶液至溶液刚呈碱性，得到水合一氧化锡沉淀，加热失水后得到产物，为蓝黑色固体。如果用浓氨水和氯化亚锡反应，沉淀在2mol/L氨水中加热，控温60~70℃，得到产物，为黑色晶体。

## 化学性质
一氧化锡具有两性，和酸反应生成Sn2+，和碱反应生成[Sn(OH)3]-：
SnO + 2 HCl → SnCl2 + H2O
SnO + NaOH + H2O → Na[Sn(OH)3]
一氧化锡中的Sn处于+2价，具有还原性，如和氯气加热反应，产生二氧化锡和氯化锡：
2 SnO + 2 Cl2 → SnO2 + SnCl4
再如在220℃以上被氧气氧化，300℃迅速氧化并发光：
2 SnO + O2 → 2 SnO2
它也可以被浓硝酸氧化，得到β-SnO2。即使是较弱的氧化剂，如二氧化硫，在高温下也能将其氧化为二氧化锡，自身被还原为硫单质。

## 应用
一氧化锡可以用于制备其他亚锡的化合物。
一氧化锡和三氧化二铈一起烧结，可以用作紫外灯照明的材料。
一氧化锡作为固体路易斯酸，可以催化羧酸与醇之间的酯化反应。用作催化剂的氧化亚锡由Sn2+盐（通常是SnCl2）和碱反应得到水合氧化亚锡，脱水后制得。反应中催化剂结合水，由黑变白，但仍可催化，但多次使用会使SnO缓慢氧化，而降低催化活性。
一氧化锡也是一种催化缩醛（酮）合成的非质子酸催化剂，并具有不腐蚀设备、后期处理简便、催化性能好、无三废污染等优点，具有良好的前景。